# Nombre de Bansen
Le nombre de Bansen {\displaystyle (Ba)} est un nombre sans dimension utilisé dans les opérations de transfert thermique. Il représente le rapport entre le transfert d'énergie thermique par radiation et le transfert par convection,. 
On le définit de la manière suivante :
{\displaystyle Ba={\frac {h_{r}\,S}{F\,c_{p}}}}
avec :
- hr - coefficient de transfert thermique par radiation
- S - surface de transfert
- F - débit massique
- cp - Capacité thermique